# Unquillosaurus ceibalii
L'unquillosauro (Unquillosaurus ceibalii) è un dinosauro carnivoro appartenente ai celurosauri. Visse nel Cretaceo superiore (Campaniano, circa 75 milioni di anni fa) e i suoi resti fossili sono stati ritrovati in Argentina.

## Classificazione
Descritto per la prima volta da Jaime Powell nel 1979, questo dinosauro è noto solo per il fossile di un pube sinistro incompleto lungo oltre 50 centimetri, molto allungato e snello, chiaramente appartenente a un dinosauro teropode. Inizialmente Powell ritenne che questo pube provenisse da un esemplare gigantesco, lungo forse undici metri; questo dinosauro misterioso, però, non godeva di una classificazione chiara, e Powell lo considerò un carnosauro di incerta collocazione, ascrivendolo a una famiglia a sé stante (Unquillosauridae) nel 1986. 
L'esemplare venne ristudiato da Fernando Novas e Federico Agnolin nel 2004, i quali conclusero che l'orientamento del pube era stato interpretato in modo scorretto; l'osso era rivolto all'indietro, e si dimostrò come il fossile era ancora attaccato a una piccola parte del peduncolo pubico dell'ilio. Secondo gli studiosi, Unquillosaurus era quindi un rappresentante dei maniraptori, un grande gruppo di dinosauri teropodi comprendenti anche gli uccelli, tuttavia lo classificarono come un parente degli alvarezsauridi (strani dinosauri di piccole dimensioni forniti di un solo artiglio alle zampe anteriori). Un successivo studio, invece, ha avvicinato Unquillosaurus ai dromeosauridi, in particolare al più noto Unenlagia. È probabile che Unquillosaurus fosse un dinosauro teropode dalla corporatura snella lungo circa 2,5 - 3 metri.